# クリュティエー

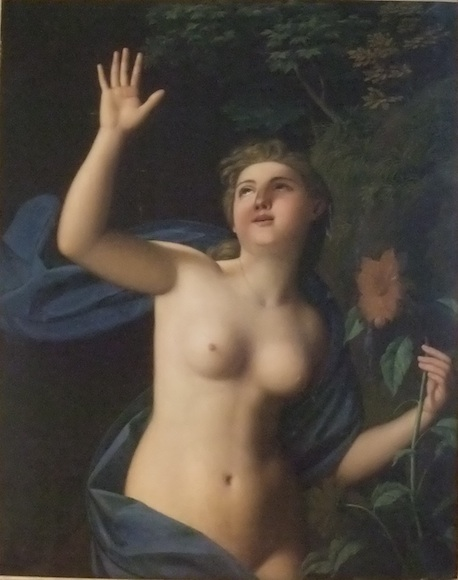
『クリュティエ』ニコラ・コロンベル

クリュティエー（古希: Κλυτίη [ˈklaɪtiiː], Klytiē, 英: Clytie）は、ギリシア神話のオーケアノスとテーテュースの娘である水のニュンペー。彼女はヘーリオスに実らない愛を注いだ。その愛は彼女の一方的な慕情とも、ヘーリオスを恨んだアプロディーテの謀略に歪められた悲恋とも物語られ、結果、クリュティエーはやつれ死にし一輪の花となる。その花はヒマワリ、ヘリオトロープ、キンセンカなどと伝えられる。神話の詳細についてはヘーリオスを参照されたい。

## ギャラリー

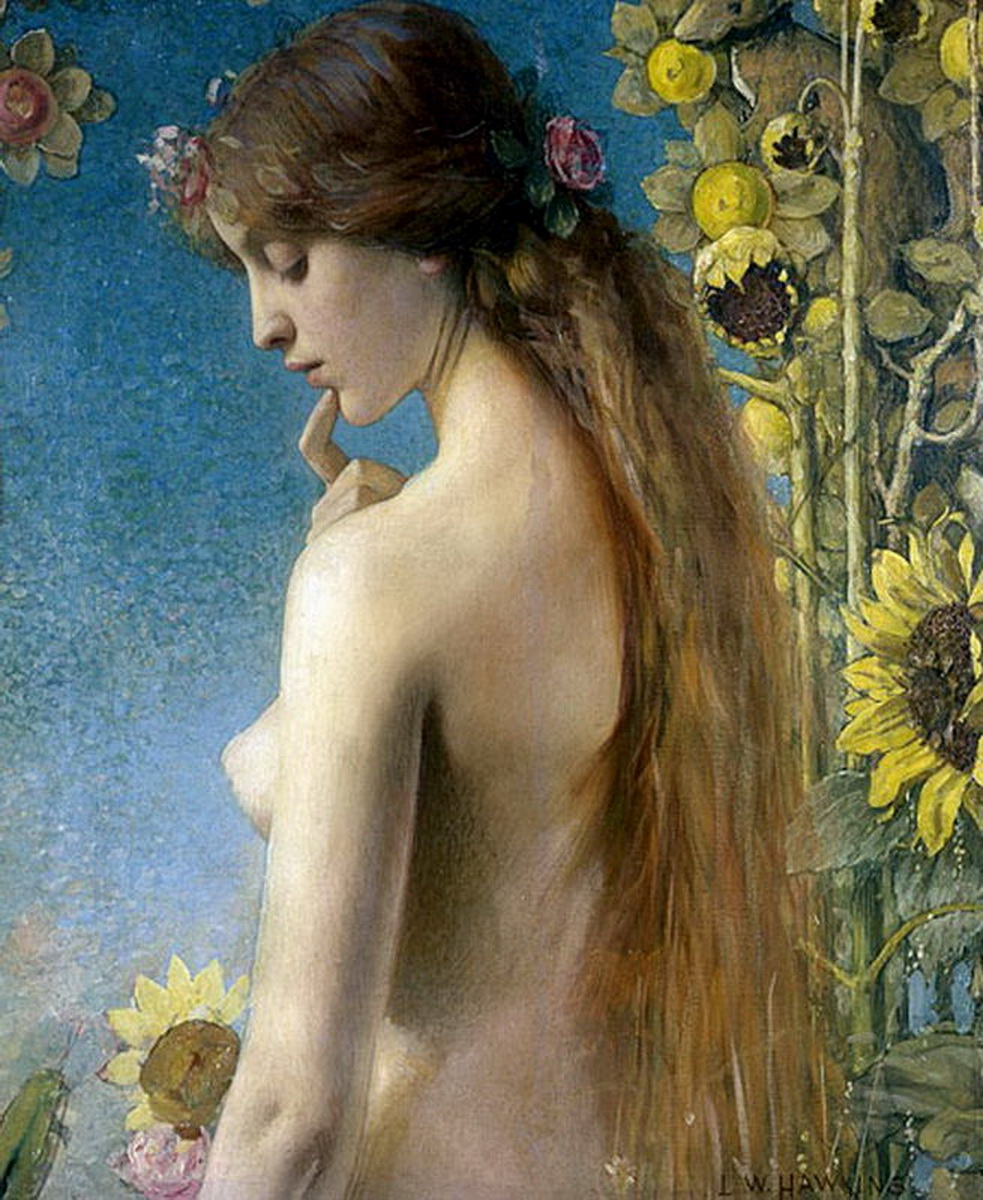
ルイ・ヴェルデン・ホーキンス『クリュティエ』
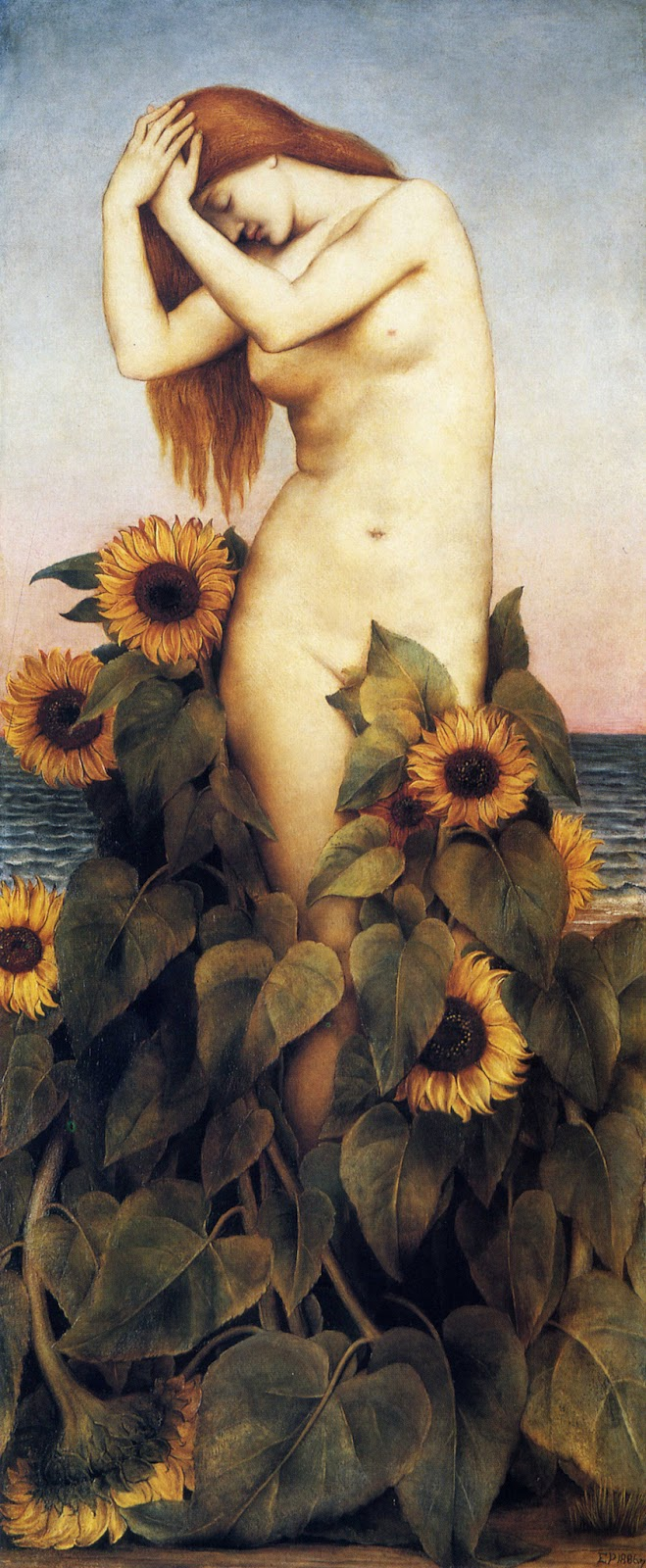
イーヴリン・ド・モーガン『クリュティエ』